# Château de Fongrenon
Le château de Fongrenon est situé à La Tour-Blanche-Cercles, en France.

## Localisation
Le château de Fongrenon est situé en bordure de la route départementale 84, sur le territoire de Cercles, ancienne commune intégrée à celle de La Tour-Blanche-Cercles, en Périgord, dans le quart nord-ouest du département de la Dordogne, en région Nouvelle-Aquitaine.

## Historique

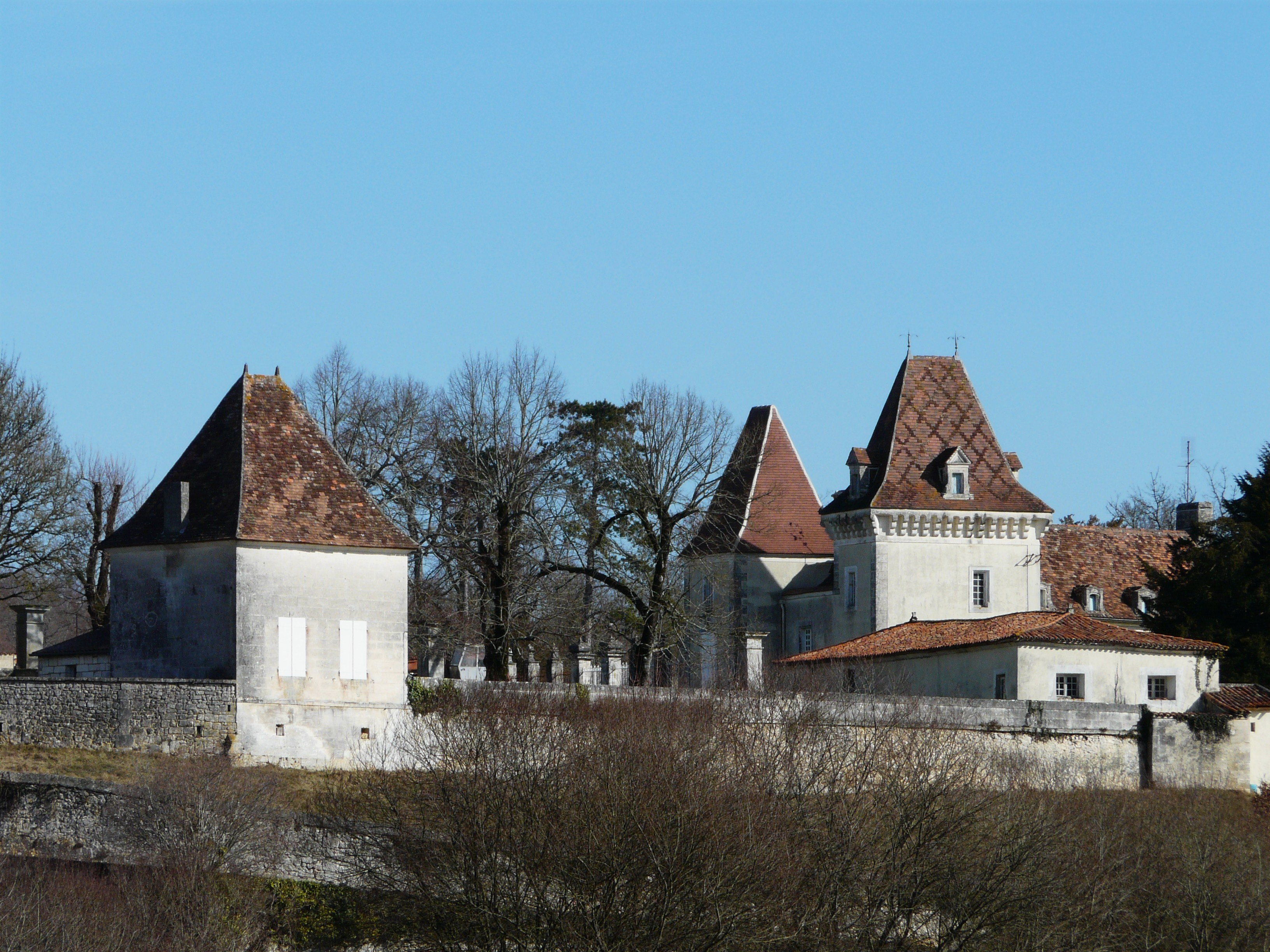
Vue prise depuis le sud-ouest.

La première mention de la terre de Fongrenon date de 1488 dans laquelle est cité Pierre de Jusson, seigneur d'Argentine et de Fongrenon. Pendant les guerres de Religion, le château a été fortement endommagé. Lors de la Fronde, il a servi de garnison aux troupes des Frondeurs.
On retrouve une mention de Fongrenon en 1616 avec Geoffroy Audier, « seigneur de Leyterie et du repaire noble de Fongrenon ». Les Audier sont originaires du Nontronnais.
En 1685, au moment de la révocation de l'édit de Nantes, des membres protestants de la famille Audier quittent la France.
Le domaine est vendu en 1768 à Marie-André de La Croix, veuve d'Élie Joumart des Achards, vicomte de Léger, qui demeure au château de Jovelle. Sa sœur, Marie de La Croix, dame de Jovelle, est veuve de Pierre Dejean, seigneur de Jobertie, dont elle a un fils, François-Antoine Dejean de Jobertie, seigneur de Jovelle , capitaine au régiment de Beaujolois en 1778. Le domaine de Fongrenon passe aux Dejean.
François-Antoine Dejean de Jovelle émigre en Angleterre au moment de la Révolution. Il y est devenu général et gouverneur de Dublin. Un décret de démolition des châteaux en Dordogne est porté le 27 frimaire an II (17 décembre 1793) par le représentant du peuple Pierre Roux-Fazillac. Le 22 nivôse an II (12 janvier 1794), des membres du conseil de l'administration du directoire du district de Ribérac se rendent à Cercles pour voir les châteaux devant être démolis. Après la réunion avec les officiers municipaux, il est décidé de démolir toutes les parties crénelées et de ramener le niveau des bâtiments à celui de la maison d'habitation.
Jean Noël Dejean de Jovelle, fils de François-Antoine Dejean de Jovelle, est conseiller général du département en 1830. Sa fille unique, Sophie Louise Marie Juliette Dejean de Jovelle s'est mariée en 1832 avec le comte Thibaud-Ferdinand de Galard de Béarn. Il lègue par testament en 1862 la nue-propriété des châteaux de Fongrenon et de Jovelle à son petit-fils, Charles de Galard. Il meurt en 1864.
La tour a été construite au XIXe siècle par les Galard de Béarn comme le montre la date 1894 gravée sur elle.
Les chais du château sont détruits par un incendie.
À 500 m du château a été découvert en 1910 un cimetière mérovingien.
Une partie des vitraux de la cathédrale de Chartres ont été déposés dans les carrières de Fongrenon entre juin 1940 et novembre 1945.

## Galerie

Vues prises depuis...
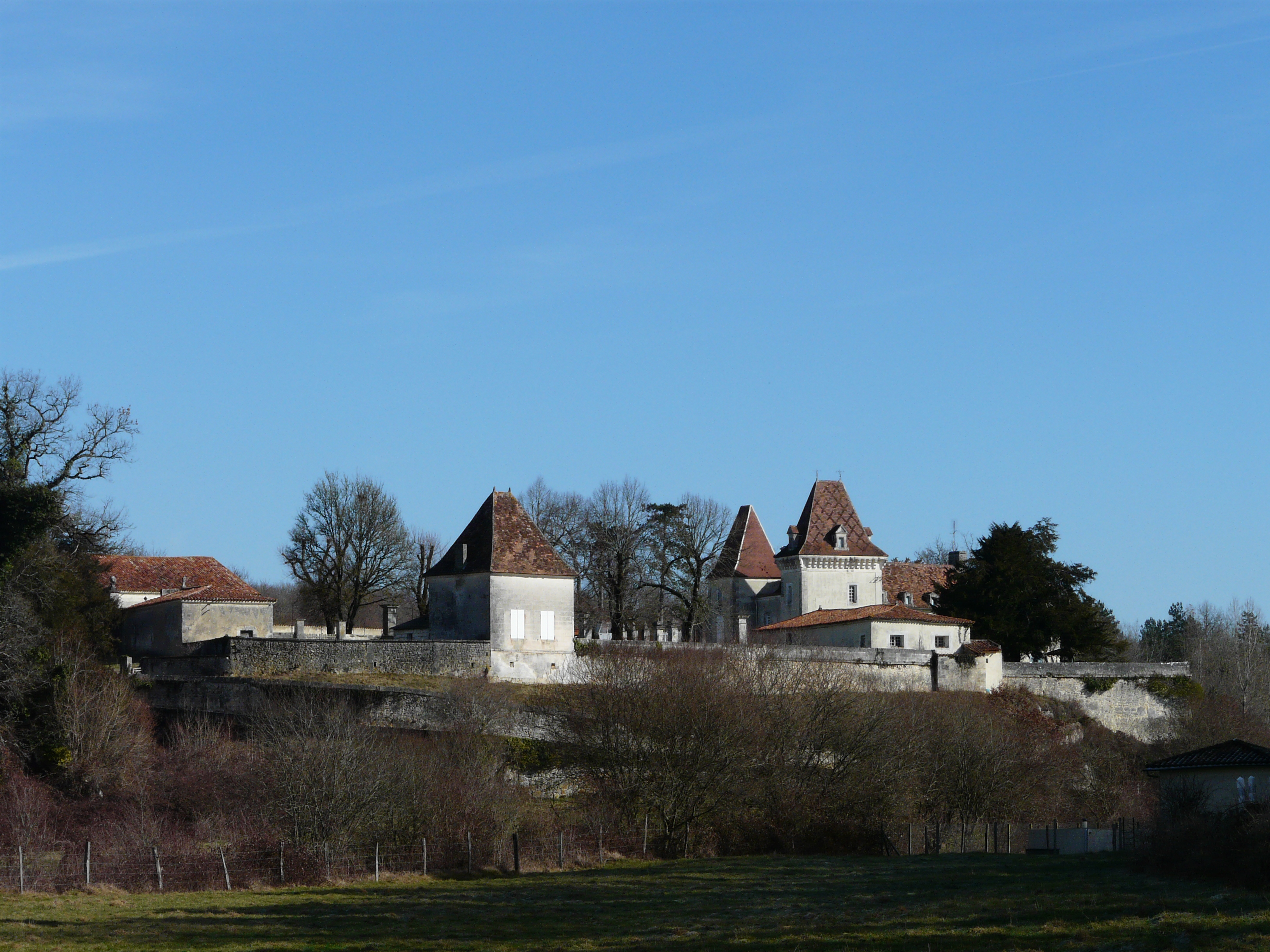
le sud-ouest.
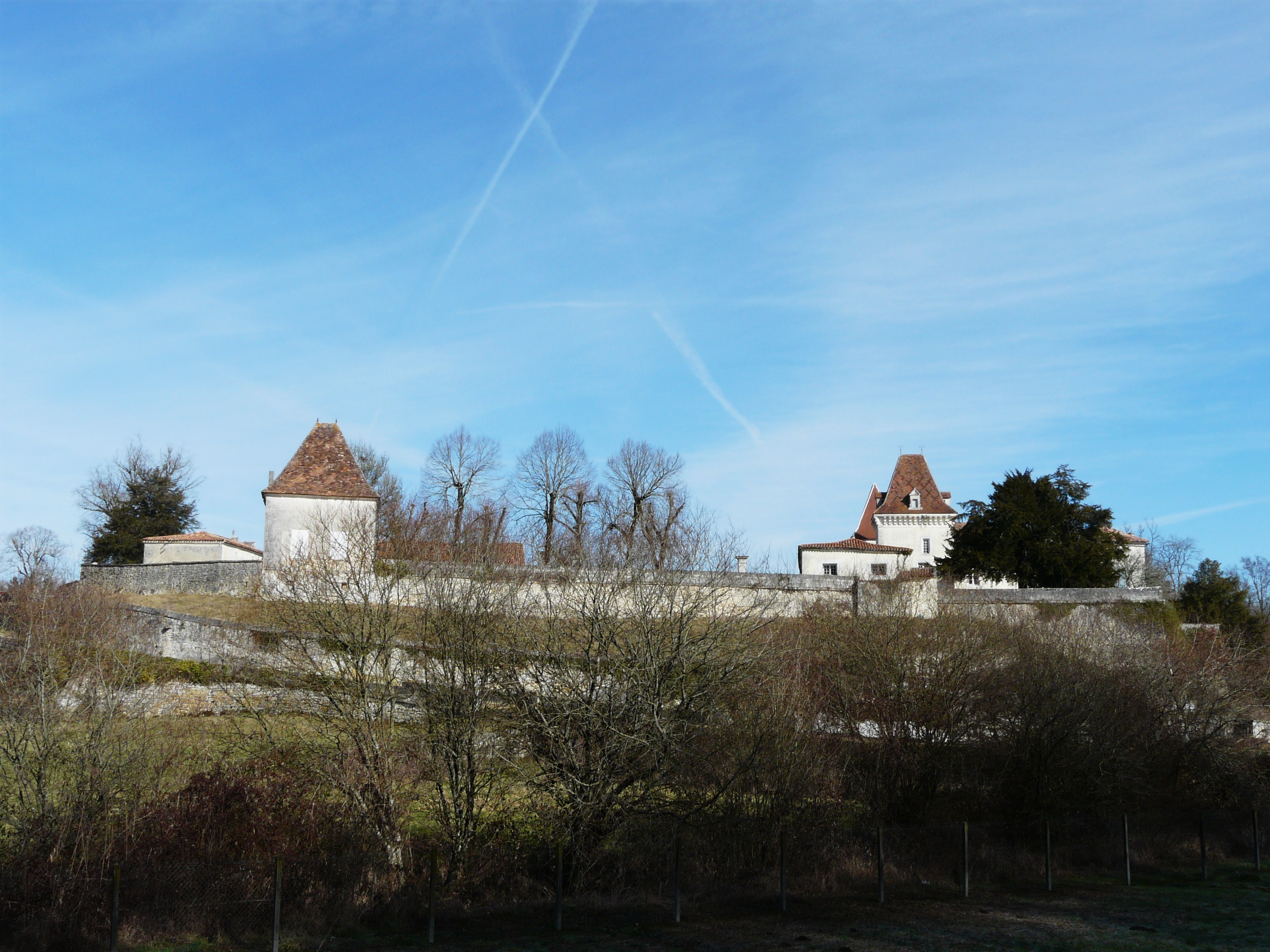
le sud-sud-ouest.
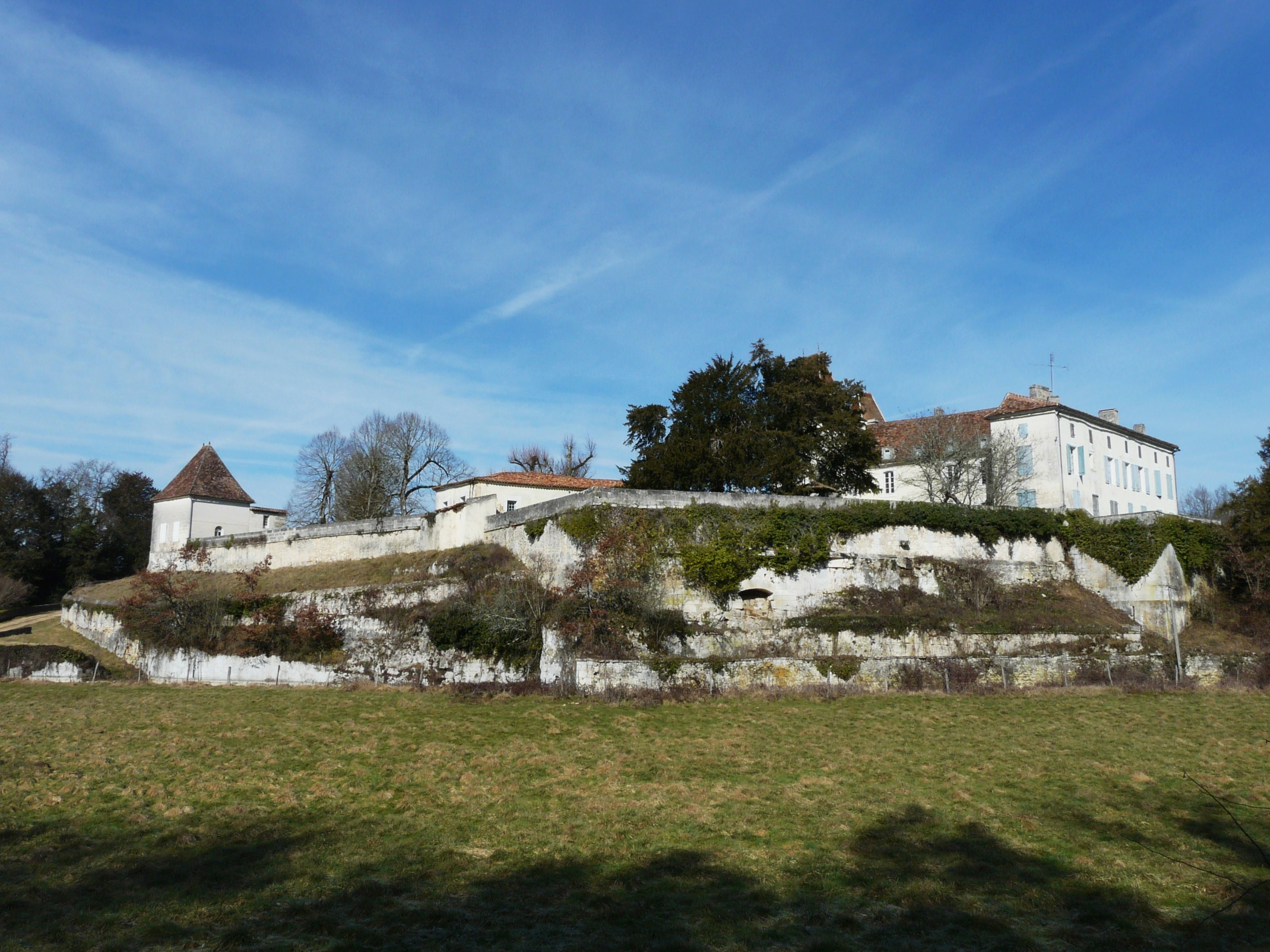
le sud-est.
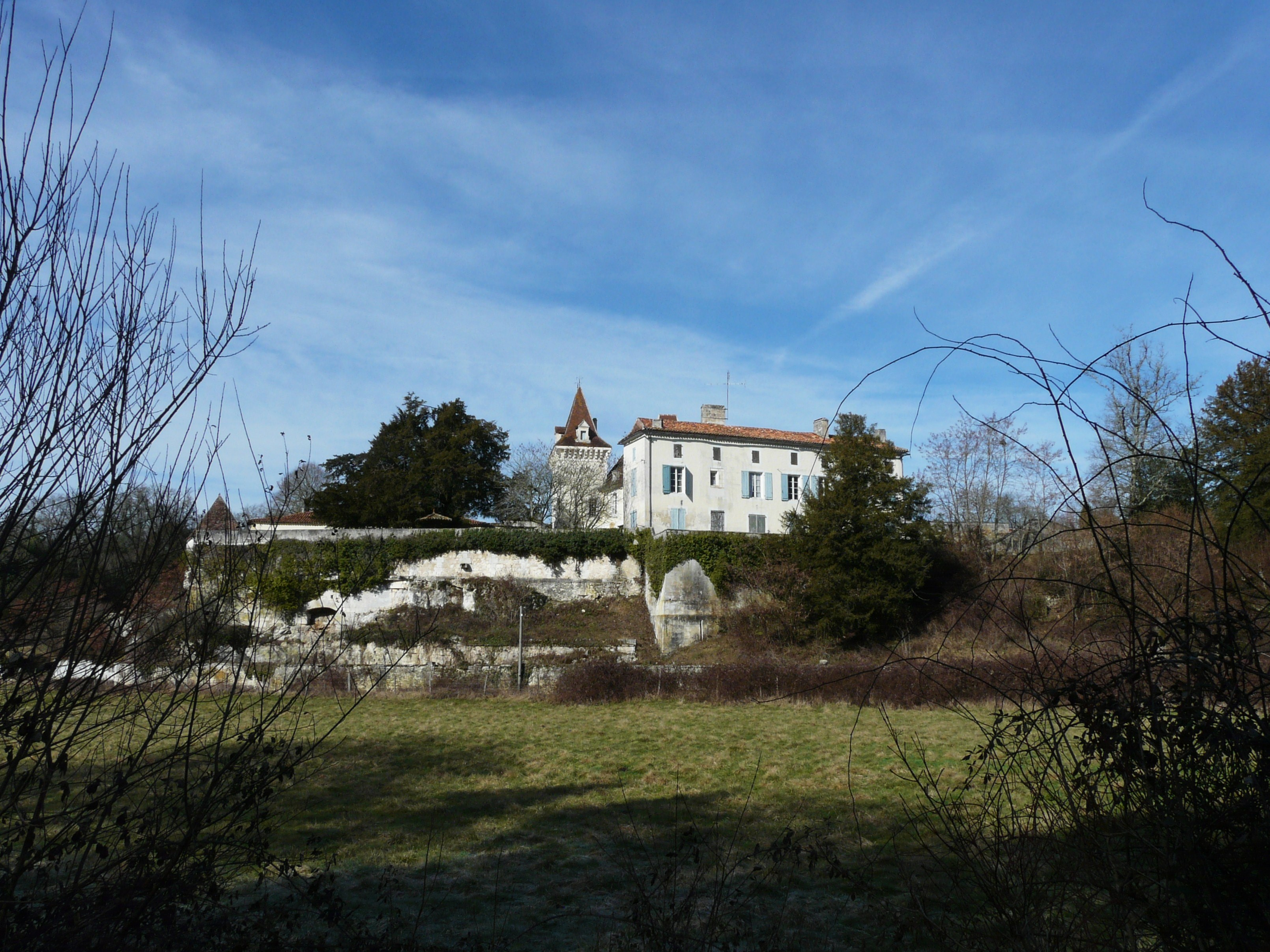
l'est.